# Monts Yin
Yinshan
Pour les articles homonymes, voir Yin (homonymie).
Les monts Yin, Yinshan ou Yin Shan (chinois simplifié : 阴山 ; chinois traditionnel : 陰山 ; pinyin : Yīnshān), sont une chaîne de montagnes d'environ 1 200 kilomètres de long, orientée est-ouest, au milieu de la région autonome de Mongolie-intérieure en Chine.
Cette chaîne se compose à l'ouest des monts Langshan (狼山) et Hula (乌拉山) ; au centre des monts Daqing (大青山) et Huitengliang (灰腾梁山) ; à l'est des monts Dama (大马群山). Au nord se trouve le plateau mongol, au sud la plaine fertile de la grande boucle du fleuve Jaune ou Hetao. Cette chaîne de montagnes forme la ligne de partage des eaux entre au sud les rivières dont les eaux finissent dans la mer, au nord celles qui s'assèchent dans le désert.
Sous les dynasties Qin et Han, une partie de la Grande Muraille a été construite le long des monts Yin. Les gravures rupestres des Yinshan (en) ont été inventoriées à partir de 1980 et sont protégées depuis 2006 ; environ 10 000 peintures rupestres ont été découvertes, dont 145 peintures bien conservées.

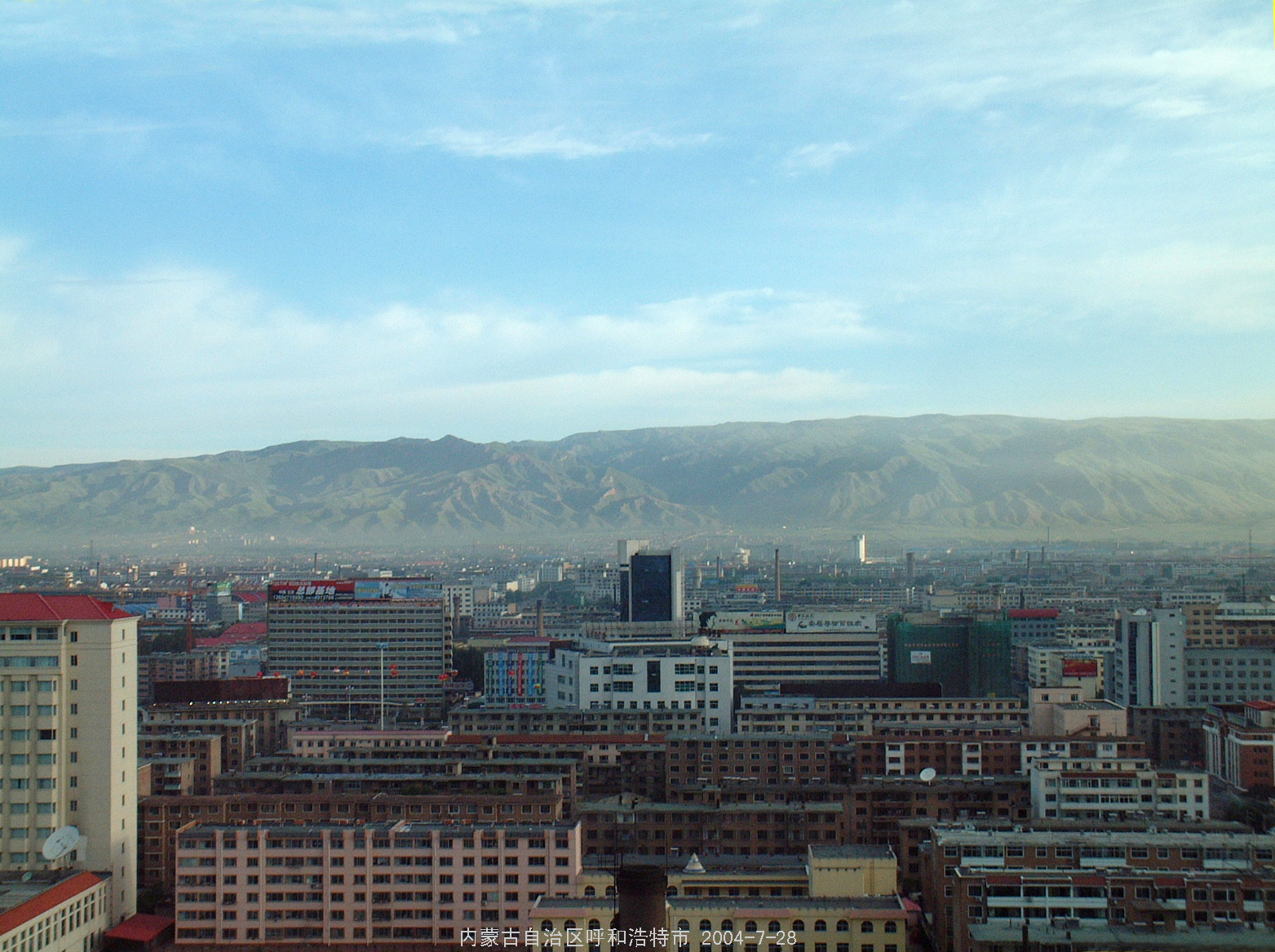
Vue depuis Hohhot sur les monts Daqing qui forment la partie médiane des monts Yin.